# Spuipoort (Den Haag)
De Spuipoort was een van de poorten waardoor men vroeger het Binnenhof in Den Haag kon verlaten. De poort stond op een eiland. Tussen het eiland en het Binnenhof was een vaste brug, aan de andere kant van de poort was een ophaalbrug. De Spuipoort verbond het Spui met een eiland dat op zijn beurt via een brug verbonden werd met de Hofpoort, welke toegang gaf tot het Binnenhof. De Spuipoort werd in de 14e eeuw gebouwd en in 1861 in opdracht van rijksbouwmeester Willem Nicolaas Rose afgebroken.
Na enkele eeuwen kwam er een herberg naast de poort, Den Gouden Leeuw. Het uithangbord daarvan is op de afbeelding hiernaast te zien, het is nu in het bezit van het Haags Historisch Museum. Later werden er aan de binnenzijde meer huizen gebouwd en zo ontstond de Hofstraat. Het hele straatje werd afgebroken ten behoeve van de nieuwbouw van de Tweede Kamer. Bij de voorbereidingen hiervoor werd in 1987 de ruïne van de poort door de archeologische dienst blootgelegd. Op de huidige Hofplaats is een grondplan van messing van de voormalige poort in de stoep gemaakt. Op de ronde plaatsen stonden de twee torens links en rechts van de poortingang.

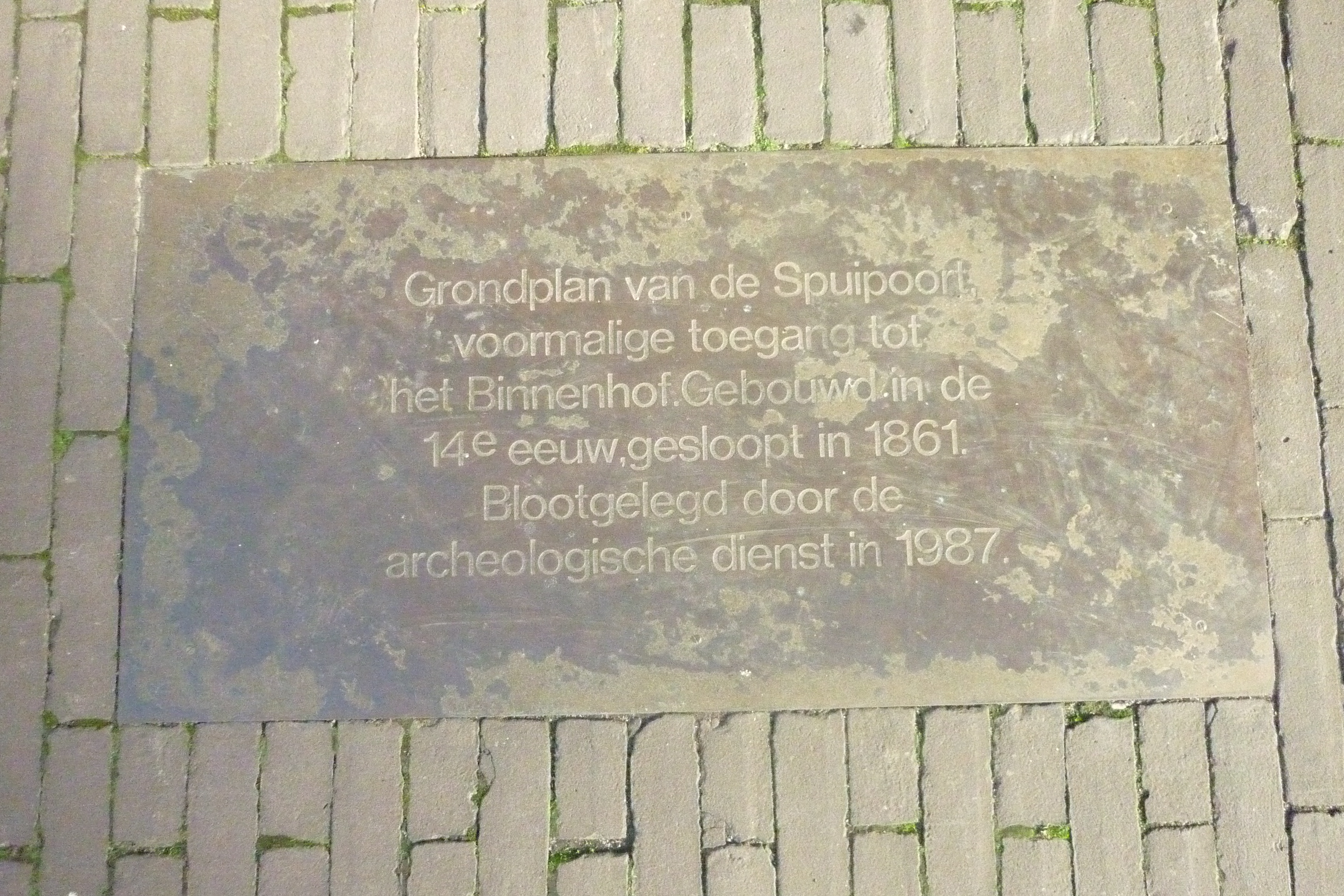
Informatie over grondplan
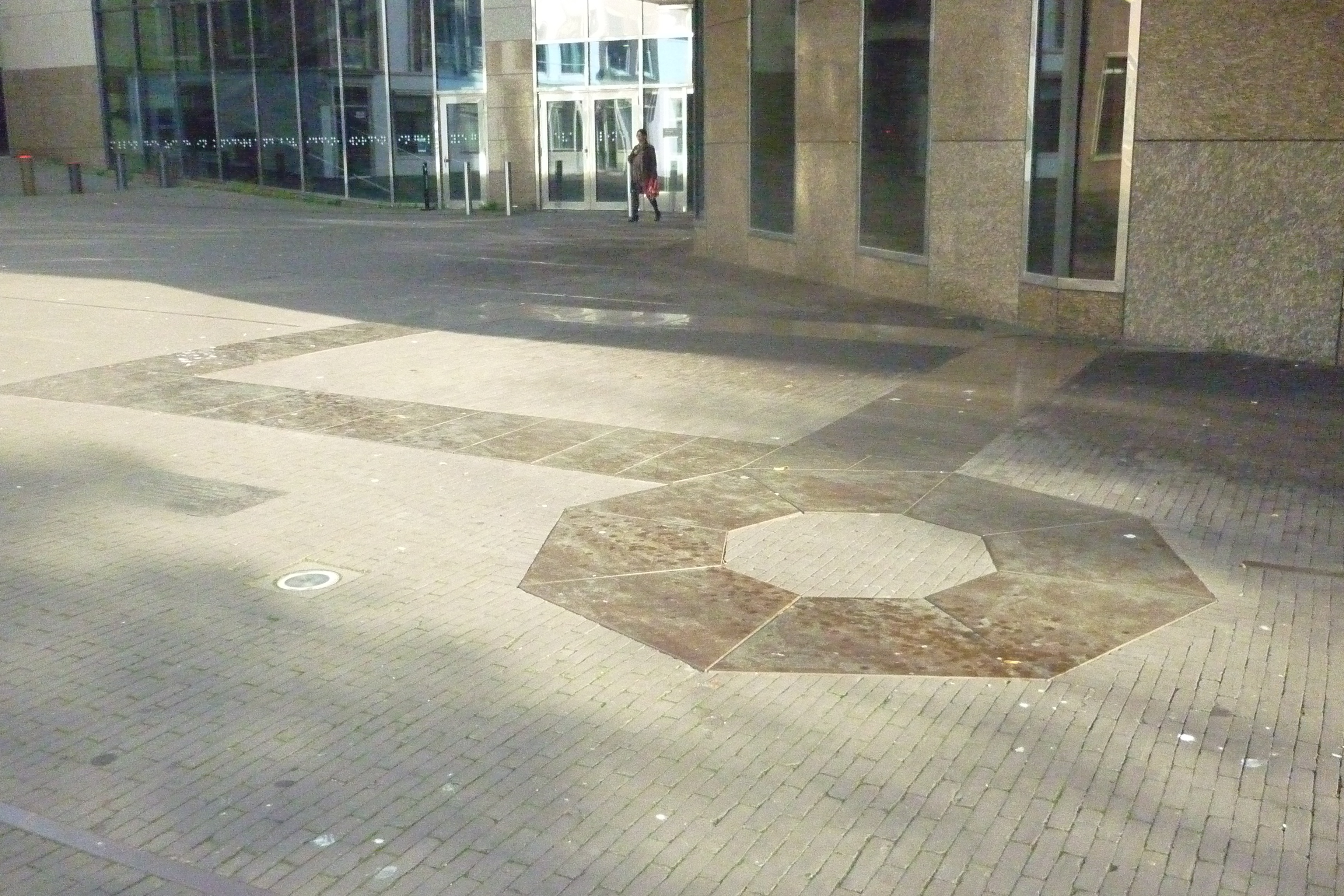
Grondplan in messing